# Craniella crassispicula
Craniella crassispicula är en svampdjursart som först beskrevs av Lendenfeld 1907.  Craniella crassispicula ingår i släktet Craniella och familjen Tetillidae.
Artens utbredningsområde är Kerguelen. Inga underarter finns listade i Catalogue of Life.